# HANAKO

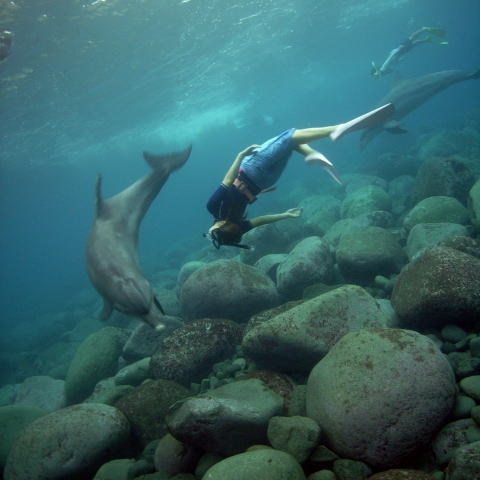
父親の故郷、御蔵島の海にて

HANAKO（ハナコ、本名：廣瀬 花子（ひろせ はなこ）、1986年7月29日 - ）、は、東京都出身のフリーダイビング選手、PADIダイビングインストラクター、PADIマスターフリーダイバーインストラクター、水中モデル、水中スタント。

## 経歴
- 千葉県立市川東高等学校、東京スポーツ・レクリエーション専門学校卒。

- 幼少期に父方の祖父母が住まう御蔵島を度々訪れ、イルカと共に泳ぐことでフリーダイビングの素養を身に付ける。高校在学中に初めてフリーダイビングスクールに参加し、2007年に行われた公認記録会に於いてCWT（垂直潜水）初挑戦にして-35mの成績を残す。

- 国内外の大会で着実に自己記録を伸ばし、2010年に沖縄県で開催されたAIDAen（International Association for Development of Apnea）世界選手権（団体戦）で初めて日本代表に選出される。STA（閉息静止）6分13秒・DYN（平行潜水）177mの日本記録を樹立し日本女子チームを逆転優勝へと導いた。

- 2011年、イタリア・ヴェネチアでのAIDA世界選手権（個人戦）ではDYNにおいて日本記録を大幅に上回る193mまで到達するが浮上後にブラックアウト、記録なしに終わる。しかし翌日行われたSTAでは6分32秒で自己の持つ日本記録を更新し3位に食い込んだ。個人としては自身初の表彰台に上がり、銅メダルを手にした。

- 2012年9月にはフランス・ニースで開催されたAIDA世界選手権（団体戦）に出場。CWT、STAともに堅実にポイントを稼ぎ、最終種目のDYNではヴェネチアでの雪辱を果たす189mを記録。3度目の日本記録更新を果たすとともに、2大会連続優勝に大きく寄与した。

- 2013年6月にセルビア・ベオグラードで行われたAIDA世界選手権（個人戦）に日本人として唯一の全種目エントリー。STAではSP（Surface Protocol：浮上後に意識が鮮明であることをジャッジに示すための一連の動作）に失敗、DYNは棄権と期待された2種目で決勝に進めなかった。苦手種目のDNF（並行潜水･フィン無）は決勝で自己ベストの128mを記録するが種目別10位の成績に終わる。また、公式競技後に開催された国内記録更新のための記録会「NR Attempts」にDYNで出場、日本人女子初の200mの大台にまで達するもSP失敗により失格となり、日本記録更新は果たせなかった。

- 2013年facebook内でのAIDA Awards Vote Best Female Freediver 8人の内の1人としてノミネートされた。

- 2014年9月に行われたAIDA世界選手権（団体戦）の代表に選出。岡本美鈴・福田朋夏の両選手とともに3大会連続の金メダル獲得に挑んだ。開催地はフリーダイビングの聖地、イタリアのサルデーニャ島。海況不良によって通常最初に行われるCWTより先にSTAが行われるという大会進行が、失敗が許されない団体戦の作戦に大きな影響を与えることとなった。STAで6分台、CWTでは自己ベスト更新の-70mを記録するも強豪ロシアの壁は厚く、総合2位で大会を終えた。

- 2015年9月にキプロスのリマソールで行われたAIDA世界選手権（個人戦）ではCWT（垂直潜水フィンあり）、CNF（垂直潜水フィンなし）、FIM（泳がずガイドロープを伝って垂直潜水）の3種目全てにエントリー。プレ大会ではCWTで-85mに到達、本大会でもCNF-42mと調子の良さを見せる。CWTは成功すれば金メダルとなる-90mを申告するが、深度-78mで引き返してしまう。金メダルは海況が非常に悪い中、-90mの安定のダイブを見せた岡本美鈴。廣瀬が成功していれば日本人女子2人が表彰台の頂点に並ぶことになったが、その夢は叶わなかった。FIMでは自己記録を9m上回る-76mを記録し銀メダルを獲得、個人では2011年ヴェネチアでの銅メダル以来、海洋競技では初めてのメダルとなった。

プール競技においては主要2種目で日本記録を保持し無類の強さを見せつけている廣瀬だが、海洋競技では同じく日本代表の岡本美鈴、福田朋夏に水をあけられ、競技歴の浅い木下紗佑里も猛追し廣瀬を脅かす存在となっていた。近年海洋競技に力を入れることで（プレ大会含め）今大会では全種目で自己記録更新、CWTでは未達ではあったものの岡本と同じ深度を申告、FIMでは日本人最高位で銀メダルという果実を手にしたことから、著しい成長を見ることができる。
- 夏の好調は年をまたぎ2016年にかけても続き、自己の持つSTA日本記録を3年ぶりに2度更新、日本人女子初となる7分の大台に乗せる7分03秒に達した。この兆しは4月のバハマ大会（Vertical Blue）で爆発を見せた。CWTの自己記録を驚異的なペースで伸ばし、岡本美鈴を抜き福田朋夏に並ぶ-94m、その翌日には単独日本記録となる-97m、さらに世界記録まであと2mに迫る-99mを記録。大会での6本全てをホワイトカードで終える完璧なパフォーマンスであった。これにより世界選手権（団体戦）の3種目であるSTA、DYN、CWT全ての日本記録保持者となり、日本女子のエースに上り詰めた。

- 2016年9月に行われたAIDA世界選手権（団体戦）メンバーにトップ選出。岡本美鈴・福田朋夏と共に金メダルの奪還に挑んだ。前回優勝のロシアがエースのナタリア・モルチャノワを欠いたこともあり、日本が優勝候補の筆頭となった。直前のトレーニングから他国の視線を集める中、第一種目は日本が得意とする海洋競技CWT（垂直潜水）。3人全員が-80m台をクリア、2位チェコを大きく引き離して首位に立つ最高のスタートを切った。プール競技に移り第二種目のSTA（閉息静止）で追い上げを許すも、最終種目のDYN（並行潜水・フィンあり）では岡本が自己ベストまであと10mという好記録、福田と廣瀬は自己ベスト更新と大舞台での強さを見せつけた。これにより2位チェコと大差をつけての優勝、2大会ぶりの金メダルを手中に収めた。

廣瀬はCWTで-83mを記録。団体戦では安全圏の深度申告をするのが定石であるが、自己ベストが-80mを越えたのは2015年5月とわずか1年前のこと。今年5月に-99mを記録した廣瀬にとって-83mはもはや確実な数字であり、揺るぎない実力の向上がうかがえる。STAは日本記録保持者として安定の6分10秒でポイントを稼いだ。圧巻はDYNでの日本記録、197mである。2010年以降日本記録を更新し続けてきた中、7月のAIDA世界選手権（個人戦・プール競技）において石田美弥子がこれまでの廣瀬の記録を2m上回る191mをマーク、6年間守り続けてきたレコードホルダーの座を明け渡したばかりであった。180m台を記録する選手が国内でも増加する中、わずか2ヶ月でまた頭一つ抜きん出た存在となった。2月にSTA、5月にCWT、そして9月にDYN、2016年だけで主要な日本記録を全て塗り替えたことになる。
- 2017年の初戦は4月、前年にCWT日本記録を立て続けに更新したバハマでのVertical Blue。日本人女子初の-100mや世界記録更新と多くの期待が寄せられる中、競技は開始された。-90m、-95mを着実にクリア、日本記録となる-100mのチャレンジも浮上中にスタッフに手を振る余裕を見せた。残すはナタリア・モルチャノワの-101mを上回るかに視線が注がれたが、翌日にイタリアのアレッシア・ゼッキーニが3回目の挑戦で-102mのダイブを成功させ5年半ぶりに世界記録を更新、暫定首位に立った。アレッシアはこれまでAIDAではなく主にCMASの大会に出場しており、プール種目DYN（フィン有り並行潜水）では250mの記録を持つ実力者である。一騎打ちとなった最終日は、先にスタートした廣瀬が -103ｍ に成功。アレッシアが樹立した世界記録を3日後に塗り替え、この時点で世界記録保持者となった。日本人女子の世界記録更新は木下紗佑里のCNFに次いで2人目。続いてアレッシアは前々日に失敗した-104ｍに再度挑戦、廣瀬のスタートからわずか13分後のスタートであったが、またしても世界記録が更新されることとなった。稀に見る熾烈な争いはアレッシアに軍配が上がり、大会は幕を閉じた。結果は2位であったものの、誰も辿り着けないと思われていたナタリアの記録を破った両者に対し、全競技者・スタッフから最大の賛辞が送られた。
- 2018年もアレッシア・ゼッキーニとの熾烈な記録争いがハイライトとなった。廣瀬は-105mのダイブを成功させたように見えたが、水中でロープを掴む違反を取られ失格。しかし続く-106mは完璧にクリア、前年に続き世界記録を打ち立てた。続くアレッシアは1m上回る-107mの世界記録をマーク、前年と同じ光景を繰り返すかのような展開であった。廣瀬も-107mに挑戦するがブラックアウト、1位の座はアレッシアに譲ることとなった。

- 2016年5月には日本人初のPADI認定マスターフリーダイバーインストラクター資格を取得。選手活動と並行してフリーダイビングスクールの開講や大会の主催等の後進の育成にも積極的であり、数多くの世界選手権日本代表選手を輩出している。日本人初のCNF世界記録を樹立した木下紗佑里も、廣瀬の講習でフリーダイビングを始めた一人である。

## 主な戦績・記録
※（ ）なしの太字は当時の日本記録
※（ ）なしの下線太字は当時の世界記録　　　　　　　
【プール種目】　　
STA…スタティック・アプネア　　
DYN…ダイナミック･ウィズ･フィン　　
DYN…ダイナミック･ウィズ･バイフィン　　
DNF･･･ダイナミック・ウィズアウト・フィン　　　
【海洋種目】　
CWT･･･コンスタントウェイト・ウィズ・フィン
CWT･･･コンスタントウェイト・ウィズ・バイフィン
CNF…コンスタントウェイト・ウィズアウト・フィン　
FIM…フリー・イマージョン　　
各種目の詳細についてはフリーダイビングの種類を参照のこと。　
SP…浮上後の失敗（失格）　BO…ブラックアウト（失格）
　2007年　
| 月日     | 大会・公式記録会                       | STA | DYN | DNF | CWT  | CNF | FIM | 順位 |
| -------- | -------------------------------------- | --- | --- | --- | ---- | --- | --- | ---- |
| 7月22日  | BigBlue第1回公式記録会                 | /   | /   | /   | -35m | /   | /   | /    |
| 11月24日 | BigBlue第2回公認記録会                 | /   | /   | /   | -38m | /   | /   | /    |
| 12月16日 | フリーダイビングインドアカップ in 関西 | /   | 99m | /   | /    | /   | /   | /    |

　
2008年
| 月日          | 大会・公式記録会                            | STA   | DYN  | DNF | CWT | CNF | FIM | 順位   |
| ------------- | ------------------------------------------- | ----- | ---- | --- | --- | --- | --- | ------ |
| 3月31日       | BigBlue第1回インドア公認記録会              | 4'38" | 116m | /   | /   | /   | /   | /      |
| 5月24日 -25日 | フリーダイビングインドアカップ 2008 in 館山 | 5'15" | BO   | 54m | /   | /   | /   | STA2位 |
| 12月6日       | バラクーダカップ2008                        | SP    | 130m | /   | /   | /   | /   | /      |

　
2009年
| 月日              | 大会・公式記録会                                 | STA   | DYN       | DNF | CWT  | CNF | FIM | 順位            |
| ----------------- | ------------------------------------------------ | ----- | --------- | --- | ---- | --- | --- | --------------- |
| 5月23日 -24日     | 5th フリーダイビングインドアカップ 2009 in 館山  | 5'42" | 154m      | 84m | /    | /   | /   | 総合優勝        |
| 8月16日 -22日     | Indoor WorldChampionship 2009 in Aarhus, Denmark | SP    | 163m/173m | /   | /    | /   | /   | DYN日本記録更新 |
| 11月25日 -12月6日 | AIDA Depth WorldChampionship in Bahamas          | /     | /         | /   | -50m | /   | /   | 7位             |

　
2010年
| 月日             | 大会・公式記録会                                   | STA   | DYN  | DNF | CWT  | CNF | FIM | 順位     |
| ---------------- | -------------------------------------------------- | ----- | ---- | --- | ---- | --- | --- | -------- |
| 6月30日 -7月10日 | AIDA FreeDiving Team WorldChampionships in Okinawa | 6'13" | 177m | /   | -58m | /   | /   | 総合優勝 |
| 12月4日          | フリーダイビングインドアカップ in 関西（京都）     | 5'33" | 137m | 88m | /    | /   | /   | 総合優勝 |

　
2011年
| 月日          | 大会・公式記録会                                     | STA   | DYN        | DNF  | CWT | CNF | FIM | 順位           |
| ------------- | ---------------------------------------------------- | ----- | ---------- | ---- | --- | --- | --- | -------------- |
| 5月21日 -22日 | 7th フリーダイビングインドアカップ 2011 in 館山      | 5'38" | 140m       | SP   | /   | /   | /   | STA1位 総合5位 |
| 10月6日 -15日 | AIDA Pool World Championship 2011 in Venezia, Italiy | 6'32" | BO（193m） | 119m | /   | /   | /   | STA3位 DNF8位  |

　
2012年
| 月日            | 大会・公式記録会                                        | STA   | DYN  | DNF | CWT  | CNF | FIM | 順位           |
| --------------- | ------------------------------------------------------- | ----- | ---- | --- | ---- | --- | --- | -------------- |
| 2月19日         | True North Static Challenge Cup vol.1                   | 5'59" | /    | /   | /    | /   | /   | /              |
| 3月25日         | True North Static Challenge Cup vol.2                   | 6'04" | /    | /   | /    | /   | /   | /              |
| 5月19日 -20日   | 8th フリーダイビングインドアカップ 2012 in 館山         | 5'55" | SP   | 94m | /    | /   | /   | STA2位 総合7位 |
| 7月14日 -16日   | DEEP WATER CUP 2012 沖縄                                | 6'32" | 161m | /   | -63m | /   | /   | STA1位 総合2位 |
| 9月8日 -9月16日 | AIDA FreeDiving Team WorldChampionships in Nice, France | 6'02" | 189m | /   | -60m | /   | /   | 総合優勝       |
| 11月18日        | True North Double Challenge Cup vol.1                   | /     | /    | 83m | /    | /   | /   | /              |

　
2013年
| 月日          | 大会・公式記録会                                     | STA        | DYN      | DNF       | CWT  | CNF | FIM | 順位    |
| ------------- | ---------------------------------------------------- | ---------- | -------- | --------- | ---- | --- | --- | ------- |
| 2月17日       | True North Double Challenge Cup vol.2                | 5'56"      | /        | 85m       | /    | /   | /   | /       |
| 2月24日       | True North Static Challenge Cup vol.3                | 4'54"      | /        | /         | /    | /   | /   | /       |
| 4月6日 -7日   | 9th フリーダイビングインドアカップ 2013 in 館山      | SP         | /        | /         | /    | /   | /   | /       |
| 5月19日       | True North Double Challenge Cup vol.4                | 5'37"      | 155m     | /         | /    | /   | /   | /       |
| 6月21日 -30日 | AIDA Pool WorldChampionship 2013 in Belgrade, Serbia | SP (5'47") | DNS      | 119m/128m | /    | /   | /   | DNF10位 |
| 6月26日 -30日 | AIDA NR Attempts 2013 in Belgrade, Serbia            | /          | SP(200m) | /         | /    | /   | /   | /       |
| 11月9日 -19日 | Vertical Blue 2013 in Bahamas                        | /          | /        | /         | -65m | /   | /   | /       |

　
2014年
| 月日              | 大会・公式記録会                                           | STA   | DYN  | DNF  | CWT                   | CNF | FIM | 順位    |
| ----------------- | ---------------------------------------------------------- | ----- | ---- | ---- | --------------------- | --- | --- | ------- |
| 4月27日 -28日     | Freediving Indoorcup 2014 in Shimoda                       | /     | 109m | /    | /                     | /   | /   | /       |
| 5月31日 -6月1日   | 10th フリーダイビングインドアカップ 2014 in 館山           | 6'04" | 166m | 111m | /                     | /   | /   | 総合2位 |
| 9月16日 -27日     | AIDA FreeDiving Team WorldChampionships in Sardegna, Italy | 6'01" | 138m | /    | -70m                  | /   | /   | 総合2位 |
| 11月27日 -12月5日 | Vertical Blue 2014 in Bahamas                              | /     | /    | /    | -75m, -77m -80m, -82m | /   | /   | CWT4位  |
| 12月13日          | 2014 TrueNorthフリーダイビング インドアカップ in 辰巳      | /     | 143m | /    | /                     | /   | /   | /       |

　
2015年
| 月日             | 大会・公式記録会                                                  | STA   | DYN  | DNF  | CWT        | CNF  | FIM  | 順位     |
| ---------------- | ----------------------------------------------------------------- | ----- | ---- | ---- | ---------- | ---- | ---- | -------- |
| 4月11日 -12日    | 11th フリーダイビングインドアカップ 2015 in 館山                  | 5'52" | 164m | 109m | /          | /    | /    | 総合優勝 |
| 4月25日          | 2015 TrueNorthフリーダイビング インドアカップ in 辰巳 Ⅲ with Team | 5'48" | 168m | /    | /          | /    | /    | 個人1位  |
| 5月24日 -5月31日 | Caribbean Cup Freediving Competition in Roatan, Honduras          | /     | /    | /    | -78m, -81m | -40m | -67m | 総合2位  |
| 9月11日 -9月20日 | AIDA Depth World Championship in Limassol, Republic of Cyprus     | /     | /    | /    | -85m, -78m | -42m | -76m | FIM2位   |
| 12月23日         | フリーダイビングスタティック チャレンジカップ                     | 6'48" | /    | /    | /          | /    | /    | /        |

　
2016年
| 月日             | 大会・公式記録会                                            | STA   | DYN  | DNF | CWT                                | CNF | FIM | 順位     |
| ---------------- | ----------------------------------------------------------- | ----- | ---- | --- | ---------------------------------- | --- | --- | -------- |
| 2月7日           | フリーダイビングプール種目 公式記録会 in 印西               | 5'08" | 150m | /   | /                                  | /   | /   | /        |
| 2月11日          | フリーダイビングスタティック チャレンジカップ in 西葛西     | 7'03" | /    | /   | /                                  | /   | /   | 1位      |
| 3月20日          | フリーダイビングプール種目 公式記録会 in 千葉印西           | /     | 128m | /   | /                                  | /   | /   | /        |
| 4月22日 -5月2日  | Vertical Blue 2016 in Bahamas                               | /     | /    | /   | −88m, -90m, -92m, -94m, -97m, -99m | -   | -   | CWT1位   |
| 6月5日           | フリーダイビング ダブルチャレンジカップ in 辰巳             | 5'02" | 136m | /   | /                                  | -   | -   | 4位      |
| 9月16日 -9月24日 | AIDA FreeDiving Team WorldChampionships in kalamata, Greece | 6'10" | 197m | /   | −83m                               | /   | /   | 総合優勝 |

　
2017年
| 月日             | 大会・公式記録会         | STA | DYN | DNF | CWT                      | CNF | FIM | 順位   |
| ---------------- | ------------------------ | --- | --- | --- | ------------------------ | --- | --- | ------ |
| 4月30日 -5月10日 | Vertical Blue in Bahamas | /   | /   | /   | -90m, -95m, -100m, -103m | -   | -   | CWT2位 |

　2018年
| 月日             | 大会・公式記録会                                              | STA   | DYN        | DNF | CWT                                           | CWTB  | CNF | FIM   | 順位   |
| ---------------- | ------------------------------------------------------------- | ----- | ---------- | --- | --------------------------------------------- | ----- | --- | ----- | ------ |
| 3月22日 -3月24日 | Pan Pacific Championship 2018                                 | 5'54" | BO（177m） | /   | -                                             | -     | -   | -     | STA2位 |
| 7月17日 -7月26日 | Vertical Blue 2018                                            | -     | -          | -   | -95m, -100m, DQpull(-105m) -106m, DQBO(-107m) | /     | /   | /     | CWT2位 |
| 9月18日 -9月23日 | Molchanova Grand Prix 2018 in Ibiza, Spain                    | -     | -          | -   | -58ｍ（申告未達）                             | -45ｍ | /   | /     |        |
| 10月1日 -10月7日 | CMAS 3rd Freediving Outdoor World Championship 2018 in Turkey | -     | -          | -   | -95ｍ                                         | -76m  | /   | -86ｍ | FIM3位 |

　2019年
| 月日            | 大会・公式記録会                                                   | STA | DYN | DNF | CWT        | CWTB       | CNF | FIM | 順位   |
| --------------- | ------------------------------------------------------------------ | --- | --- | --- | ---------- | ---------- | --- | --- | ------ |
| 8月1日 -8月5日  | AIDA Caribbean Cup 2019                                            | -   | -   | -   | -82m, -90m | DQBO(-82m) | /   | /   |        |
| 9月2日 -9月15日 | AIDA Depth World Championship 2019 in Villefranche-sur-Mer, France | -   | -   | -   | -101m      | DQ(-50m)   | /   | /   | CWT1位 |

　2020年
| 月日    | 大会・公式記録会                              | STA   | DYN  | DNF | CWT | CWTB | CNF | FIM | 順位 |
| ------- | --------------------------------------------- | ----- | ---- | --- | --- | ---- | --- | --- | ---- |
| 1月13日 | フリーダイビング プール種目公式記録会 in 辰巳 | 6'25" | 136m | /   | -   | -    | -   | -   |      |

　2021年
| 月日              | 大会・公式記録会                                  | STA | DYN  | DNF | CWT                                                                                              | CWTB             | CNF  | FIM | 順位     |
| ----------------- | ------------------------------------------------- | --- | ---- | --- | ------------------------------------------------------------------------------------------------ | ---------------- | ---- | --- | -------- |
| 7月13日 -7月23日  | Vertical Blue in Bahamas                          | /   | /    | /   | DQpull(-98m), -100m, -103m, -100m（-105m申告未達）, -87m（-105m申告未達）, -98m（-107m申告未達） | -                | -    | -   | CWT3位   |
| 10月7日 -10月17日 | Freedom Depth Games 2021 AIDA in Larnaca, Cymprus | /   | /    | /   | -                                                                                                | -75m, -80m, -83m | -53m | -   | CWTB 1位 |
| 12月26日          | フリーダイビング プール種目公式記録会 in 辰巳     | /   | 194m | /   | /                                                                                                | /                | /    | /   |          |

　2022年
| 月日    | 大会・公式記録会                              | STA | DYN              | DNF | CWT | CWTB | CNF | FIM | 順位 |
| ------- | --------------------------------------------- | --- | ---------------- | --- | --- | ---- | --- | --- | ---- |
| 1月29日 | フリーダイビング プール種目公式記録会 in 辰巳 | /   | 216m（日本記録） | /   | /   | /    | /   | /   | /    |

## 出演

### テレビ・ラジオ
- 炎の体育会TV　TBS　2012年12月15日　春日俊彰(オードリー)とDNFで対決
- Sweet Blueマレーシア編　スカイ・A sports+　2013年3月29日、2013年5月　計7回
- Sweet Blue タヒチ編　スカイ・A sports+ 　2014年3月1日～2013年3月22日　計6回
- 学年ゲーム～TAME～　テレビ朝日　2014年12月14日　澤部佑(ハライチ)と同い年として出演
- 24時間テレビ 「愛は地球を救う」　日本テレビ　2015年8月23日
- Sweet Blue ケアンズ・グレートバリアリーフ編　スカイ・A sports+ 　2016年1月17日～2016年3月19日　計6回
- 世界、頂！日本代表応援TV　J SPORTS 3　2016年2月4日　トークゲスト、杉山愛と対談
- モヤモヤさまぁ〜ず2　テレビ東京　2016年4月17日　狩野恵里アナウンサーと同い年対決、3分間の息止めを披露
- Sweet Blue ベトナム編　スカイ・A sports+ 　2017年1月4日～2017年1月21日　計6回
- 辛坊治郎ズーム そこまで言うか！　ニッポン放送　2017年7月8日　トークゲスト
- Sweet Blue タイ・クラビ編　スカイ・A sports+ 　2018年3月30日～2018年4月30日　計6回、再放送含む
- ためしてガッテン　NHK　2018年4月11日　肺ストレッチで体が変わる！呼吸コントロールSP
- Sweet Blue サイパン編　スカイ・A sports+ 　2019年6月1日～2019年6月7日　全6回、（再放送：2019年6月16日～2019年6月28日）
- ヒルナンデス！　日本テレビ　2020年10月28日　世界が注目する日本人一体何者？

### CM
- カネボウ化粧品　KATE 「2015 AUTUMN & WINTER」

### 映画
- シェル・コレクター　リリー・フランキーへの演技指導及び水中スタント

### 雑誌・Web
- NumberWeb 　 2010/08/17　アジア初の世界選手権、沖縄で日本が悲願を達成。～フリーダイバー、廣瀬花子の快挙～
- NumberWeb 　 2012/10/07　ニッポンの女子が偉業達成。フリーダイビングで世界連覇。～189mを潜水する「人魚ジャパン」～
- 月刊ダイバー　　2012年11月号
- 月刊ダイバー　　2013年1月号
- SONY WALKMAN WEEKLY MAGAZINE 2013年5月3日号 ダイビング金メダリストがウォークマンと共に日本記録に挑む！
- Marine Diving 　2013年7月号
- 週刊新潮　　　　2014年9月4日号 「世界3連覇を目指す人魚JAPAN」
- 月刊ダイバー　　2015年3月号　「世界大会メダリスト　廣瀬 花子さんにフリーダイビングを学ぶ」
- ＆ Asahi shimbun Digital [and]　2017年4月25日　素潜りで水深100メートルの海の底へ　フリーダイビング・廣瀬花子さん
- FINEPLAY　　　 2017年7月25日　【独占インタビュー】フリーダイバー廣瀬花子